# Enana de Sextans
La Galaxia Enana de Sextans o SexDEG es una galaxia enana esferoidal satélite de la Vía Láctea, cuyo nombre proviene de la constelación de Sextans, en donde se encuentra. Con un diámetro de aproximadamente 4000 años luz, está actualmente a 280.000 años luz de la Tierra.
Descubierta en 1990 por Mike Irwin, M.T. Bridgeland, P.S. Bunclark y R.G. McMahon es la octava galaxia más próxima a la nuestra. Presenta un corrimiento al rojo al alejarse de nosotros a una velocidad de 224 km/s. Es una galaxia antigua que contiene pocos metales, es decir, elementos más pesados que el hidrógeno y el helio.